# ريليفو
ريليفو (بالإسبانية: Relevo)‏ هو موقع رياضي يكتب باللغة الإسبانية ويقع مقر الموقع في مدريد. يفطي الأحداث الرياضية الإسبانية والدولية، مع التركيز على الجيل زد والجماهير من جيل الألفية. وهي مملوكة لمجموعة الإعلام الإسبانية Vocento .  تم إطلاقه في 6 أكتوبر 2022، بعد أربعة أشهر من تقديم التغطية التحريرية على TikTok وTwitch وInstagram وTwitter . 

## المحتوى والميزات
تركز مجلة ريليفو على المواضيع المتعلقة بالرياضة. وهذا يختلف عن الاتجاه نحو تنويع المحتوى الذي لوحظ في المواقع الرياضية الإسبانية الرئيسية، مثل ماركا ودياريو أس . زعمت شركة Relevo أنها تتجنب تقنيات إثارة الاهتمام لجذب المستخدمين.  
تشتمل تغطية المجلة على تنوع في التقارير الأصلية ومقاطع الفيديو والتحليلات المتعمقة. نموذج عملها هو "الإعلان فقط". وذكرت شركة فوسينتو أنها لا تتوقع أن يكون المشروع إيجابيًا فيما يتعلق بالأرباح بسبب الفوائد والضرائب حتى حلول عام 2025. 
في سياق الرياضة، تشير الكلمة الإسبانية "relevo" إلى أحد أعضاء الفريق الذي يسلم العصا أو يأخذ ساقًا في مسابقة سباق التتابع، مثل تلك التي تقام عادةً في ألعاب القوى أو ركوب الدراجات أو السباحة.

## تاريخ
بدأ أوسكار كامبيو، رئيس تحرير ماركا السابق ومدير العلاقات العامة في Vocento آنذاك، في تطوير المشروع في ديسمبر 2021، بدعم من مجموعة صغيرة من الصحفيين السابقين في ماركا وآس. في مايو 2021، بدأت شركة Relevo سلسلة تغريدات مباشرة على تويتر. اعتبارًا من أكتوبر 2022، ضم هذا الموضوع 73 شخصًا. 
بدأت شركة Relevo في نشر المحتوى على TikTok في مايو 2022. وفي الأسابيع التالية، أطلقت حسابات على تويتر وإنستغرام، بالإضافة إلى بث مباشر يومي مدته ثلاث ساعات على Twitch. اعتبارًا من أكتوبر 2022، جمعت Relevo ما مجموعه 312000 متابع على المنصات الأربعة.
وقد تناول خبراء الإعلام الإسباني إطلاق Relevo التي تم افتتاح موقعها الإلكتروني في 6 أكتوبر 2022، بعد أربعة أشهر من النشر التحريري على TikTok وTwitch وInstagram وTwitter. تحدث Relevo بإستمرار على شبكات التواصل الاجتماعي بواسطة أشخاص خبراء في وسائل الإعلام الإسبانية كمثال لاستراتيجية الناجحة لبناء قاعدة من المتابعين على وسائل التواصل الاجتماعي.  

## روابط خارجية
- الموقع الرسمي